# Centro de Investigación y Desarrollo de Kentville
El Centro de Investigación y Desarrollo de Kentville en inglés : Kentville Research and Development Centre (anteriormente conocido como Atlantic Food and Horticulture Research Centre) es un centro de investigación agrícola de 20 centros de investigación ubicados en todo Canadá. El sitio está situado en 464 acres (188  ha ; 0,725  millas cuadradas ) en Kentville, ubicado en el valle de Annapolis en Nueva Escocia. Los programas del Centro abordan los desafíos agrícolas en toda la red hortícola y alimentaria canadiense, pero se centran principalmente en los requisitos regionales del Atlántico canadiense. El 2 de septiembre de 2003, el personal del centro fue reconocido por Environment Canada por proporcionar una estación voluntaria de observación del clima durante 70 años continuos. El 26 de enero de 2011, y en honor a la celebración del centenario , el centro recibió una membresía honoraria de la Asociación de Productores de Frutas de Nueva Escocia en reconocimiento al desarrollo y apoyo del centro a una industria de árboles frutales sostenible en el Atlántico canadiense.

## Historia
El centro fue establecido por primera vez como el Centro de Investigación de Kentville por el gobierno federal canadiense en 1911 a pedido de la Asociación de Productores de Frutas de Nueva Escocia. A principios del siglo XX, los 2,5 millones de manzanos de Nueva Escocia eran el principal proveedor de manzanas de Inglaterra y la asociación solicitó asistencia para ayudar a expandir la producción comercial para satisfacer la demanda.
En 1912, William Saxby Blair fue nombrado primer superintendente del centro y se inició la investigación sobre el mejoramiento de nuevas variedades de frutas , la experimentación con métodos de siembra y cosecha y la mejora de la resistencia a plagas y enfermedades . Sin embargo, los ensayos no se centraron únicamente en las manzanas, y en 1929 habían crecido hasta incluir muchas frutas y verduras, cereales, lino y cáñamo diferentes. El centro también amplió su investigación para abarcar la protección de cultivos, la gestión y evaluación del agua, el almacenamiento posterior a la cosecha , la indexación de semillas y un estudio extenso de polinización, que albergaba 184 colonias de abejas en el centro para 1928.
La investigación del centro sobre deshidratación, envasado y congelación de alimentos a gran escala creó oportunidades de exportación para los productores de frutas y hortalizas que habían superado la capacidad de los mercados locales para sostener su expansión. En 1929, Cecil B. Eidt desarrolló un deshidratador de alimentos de aire forzado que mejoró la producción de frutas y verduras deshidratadas. El deshidratador Eidt permitió la producción de miles de toneladas de vegetales deshidratados en Canadá durante la Segunda Guerra Mundial y fue la tecnología de deshidratación líder hasta la década de 1960.
En 1933, el Dr. Charles Eaves puso en marcha un programa de investigación poscosecha en el centro y en 1939 introdujo una de las primeras instalaciones de almacenamiento de frutas y verduras con control atmosférico en el hemisferio occidental. La unidad extendió la vida útil de los productos al reducir la cantidad ambiental de oxígeno y dióxido de carbono , que ayudan a desencadenar la descomposición orgánica.
El centro también amplió sus estudios para incluir investigación sobre incubación de huevos de gallina y salud y cría de aves de corral, lo que redujo a la mitad el tiempo necesario para criar un pollo de 2 kilogramos (4,4 libras).
En 1996, la variedad de manzana 'Honeycrisp' (desarrollada por la Universidad de Minnesota) fue reconocida como un cultivar potencial de alta calidad para el clima de crecimiento de Nueva Escocia, y se inició la investigación para establecer métodos de producción adecuados y almacenamiento poscosecha. Esta variedad se hizo extremadamente popular entre los consumidores, y en 2011 había más de 100.000 manzanos de frutas crujientes plantados en la provincia.
En 1995, el Centro de Investigación de Kentville pasó a llamarse Centro de Investigación de Alimentos y Horticultura del Atlántico.

## Presente

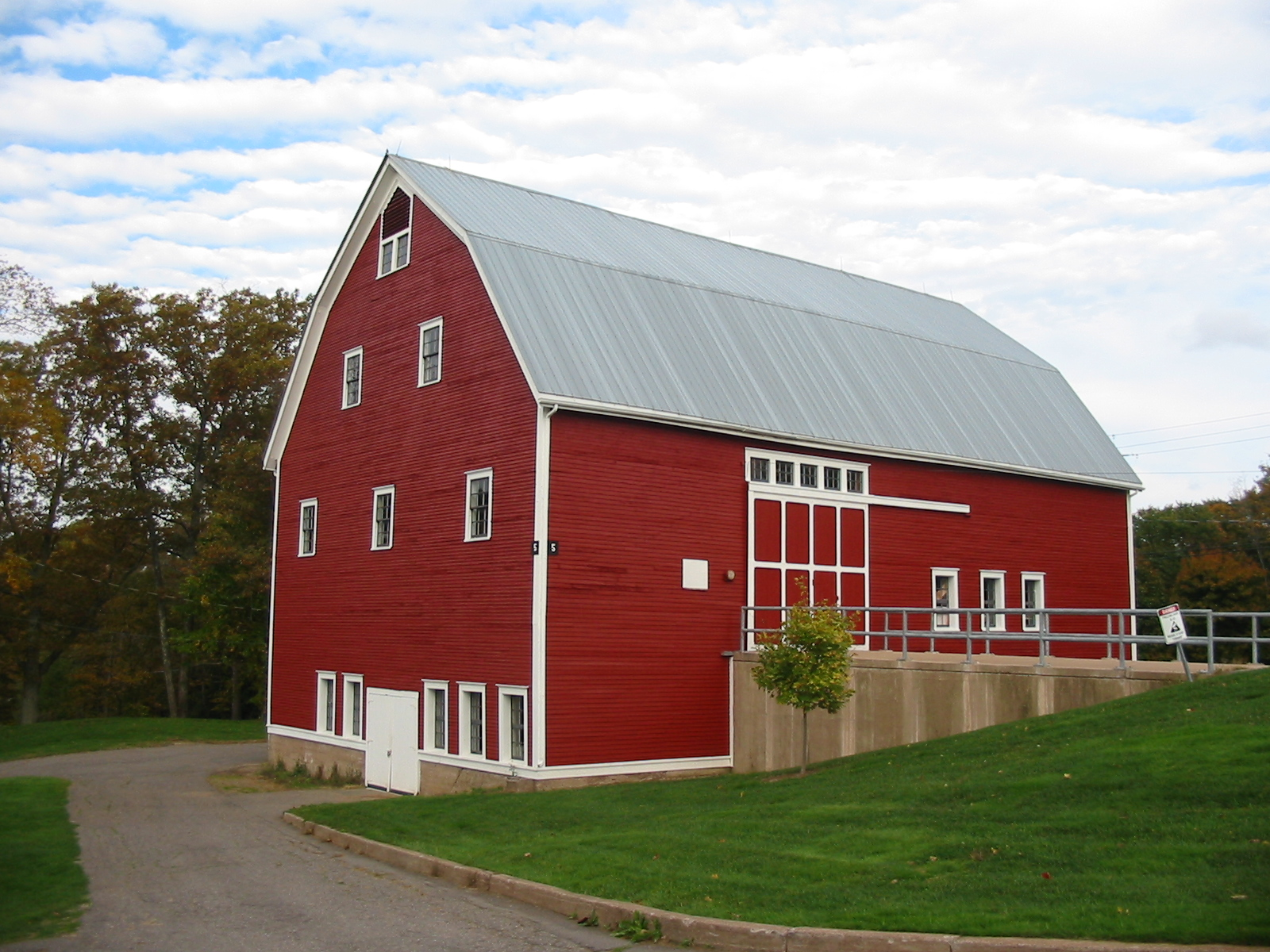
El granero principal

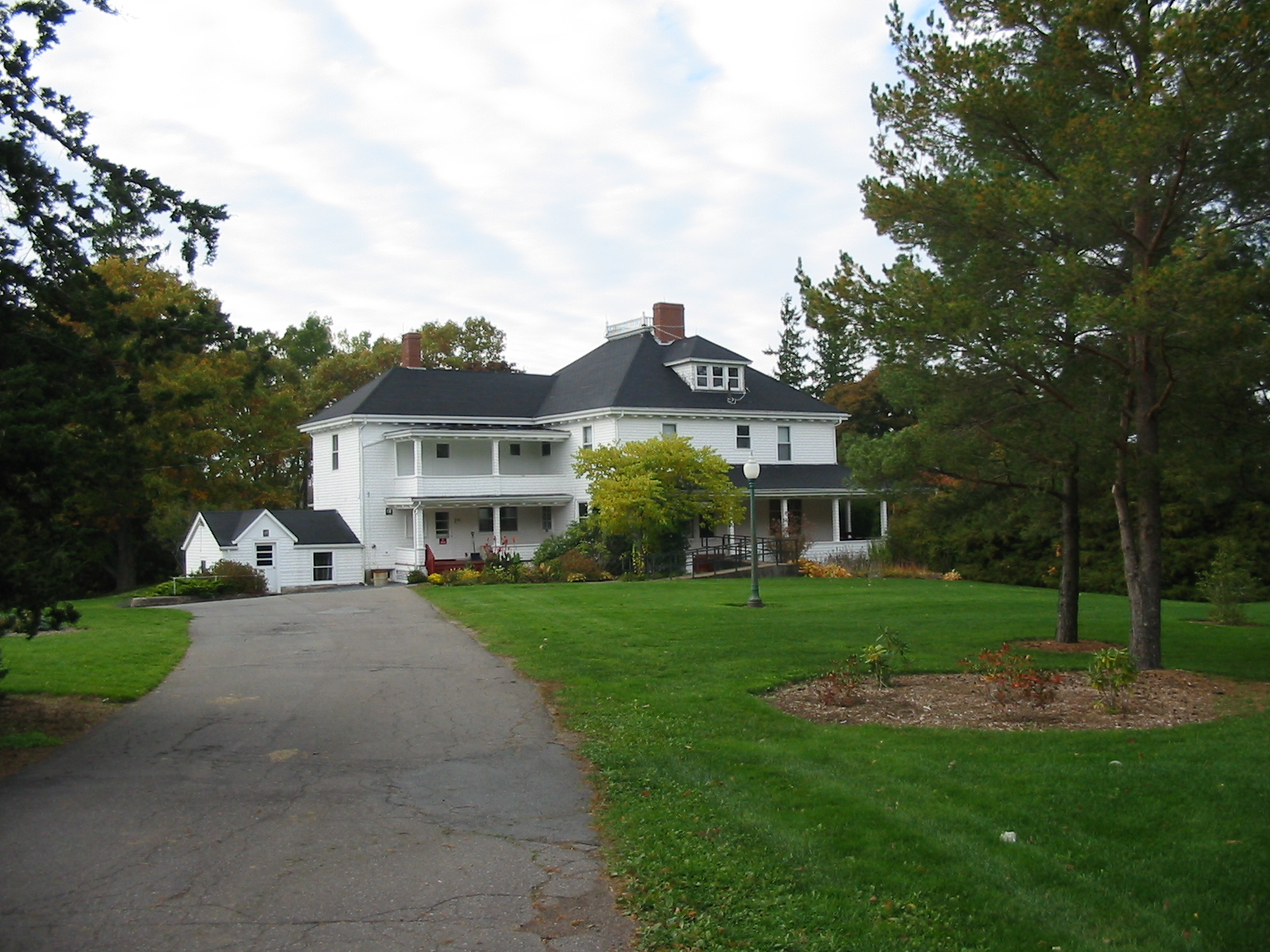
Museo de "Blair House"

En 2012 , el centro emplea a 35 investigadores con una plantilla total de 120, y continúa sus proyectos y estudios relacionados con la investigación agrícola. Dos estructuras en el centro están oficialmente reconocidas por el gobierno canadiense como lugares históricos:
- El granero principal,  construido en 1912, se destaca tanto por su valor histórico como arquitectónico y fue designado como Edificio Patrimonial Federal en 1994.[14]
- El "Edificio 18" (también conocido como "Blair House") fue construido en 1911 y sirvió como residencia del superintendente presidente hasta 1979. Es reconocido por su valor histórico, arquitectónico y ambiental y fue designado como Edificio de Patrimonio Federal en 1994.[15] El edificio 18 se convirtió en el "Blair House Museum" y se abrió al público el 29 de mayo de 1981. El museo muestra la historia de la industria de la manzana de Nueva Escocia y la investigación pasada y presente del centro.[16]

Una ruta de senderismo popular también se encuentra en el centro. El sendero "Kentville Ravine" tiene aproximadamente 4,3 kilómetros (2,7 millas) de largo y sigue un pequeño arroyo a través de viejos árboles de Tsuga. Se proporciona agua limpia, un área de pícnic e inodoros con descarga en el comienzo del sendero.
Cada junio, el centro organiza una jornada de puertas abiertas anual llamada Rhododendron Sunday. Los visitantes pueden recorrer las instalaciones y los jardines, cuya colección de azaleas y rododendros comprende la colección más grande de arbustos en flor en el Atlántico canadiense.

## Instalaciones satélites

### Granja de investigación Nappan
El Centro de Investigación y Desarrollo de Kentville también administra la Granja de Investigación Nappan en Nappan , Nueva Escocia. La finca está ubicada en la parte norte de la provincia, muy cerca de Amherst y la frontera de New Brunswick.
La granja de investigación se creó en 1888 y es una de las cinco granjas experimentales originales establecidas en Canadá. El sitio abarca 598 acres (242  ha ; 0,934  millas cuadradas ) de pastizales mixtos, incluidas las marismas saladas recuperadas.
El estudio se centra principalmente en el monitoreo del clima, la investigación del suelo (incluido el análisis botánico y nutricional completo ), la estimación de la biomasa de los pastos y el análisis de forrajes y muestras de alimentos. El centro también se extiende a la investigación ganadera, albergando 80 parejas de vaca / becerro de carne, 60 bovinos de terminación y 25-30 novillas.

### Granja de investigación de Sheffield
La granja de Sheffield se estableció en 1957 y ocupa 187 acres (76 ha; 0,292 millas cuadradas) ubicada en Upper Canard, Nueva Escocia. Al igual que con la Granja de Investigación Nappan, la investigación se basa principalmente en el estudio del suelo, incluido el drenaje, el monitoreo del clima y la investigación de la vegetación. A partir de 2016, la granja de Sheffield Research se vendió y ya no forma parte de AAFC.